# ديلان ماير
ديلان ماير (بالإنجليزية: Dylan Meier)‏ هو لاعب كرة قدم أمريكية أمريكي، ولد في 16 مارس 1984 في بيتسبرغ في الولايات المتحدة، وتوفي في 19 أبريل 2010 في أركنساس في الولايات المتحدة.